# Uzbekistán en los Juegos Olímpicos de Tokio 2020
Uzbekistán estuvo representado en los Juegos Olímpicos de Tokio 2020 por un total de 67 deportistas, 37 hombres y 30 mujeres, que compitieron en 17 deportes.

## Medallistas
El equipo olímpico uzbeco obtuvo las siguientes medallas:
| Nombre              | Deporte      | Competición            |
| ------------------- | ------------ | ---------------------- |
| Oro                 |              |                        |
| Bahodir Jalolov     | Boxeo        | Superpesado (+91 kg) M |
| Akbar Djuraev       | Halterofilia | 109 kg M               |
| Ulugbek Rashitov    | Taekwondo    | –68 kg M               |
| Plata               |              |                        |
| —                   |              |                        |
| Bronce              |              |                        |
| Bekzod Abdurajmonov | Lucha libre  | 74 kg M                |
| Davlat Bobonov      | Judo         | –90 kg M               |